# Exincourt
Exincourt là một xã của tỉnh Doubs, thuộc vùng Bourgogne-Franche-Comté, miền đông nước Pháp.

## Dân số
| 1962                                 | 1968  | 1975  | 1982  | 1990  | 1999  |
| ------------------------------------ | ----- | ----- | ----- | ----- | ----- |
| 3 763                                | 4 317 | 4 185 | 3 776 | 3 445 | 3 309 |
| Từ năm 1962: Dân số không tính trùng |       |       |       |       |       |

Ước lượng năm 2005 là 3236.